# Analekta
Analekta, analecta (stgr. ἀνάλεκτα, análekta – rzeczy wybrane) – zbiór niewielkich dzieł lub fragmentów większych utworów, jednego lub kilku autorów, opatrzony przypisami źródłowymi, przeznaczony zwykle do celów naukowo-dydaktycznych.

## Przykładowe analekta
- Dialogi konfucjańskie
- Iryŏn – Ŏrok
- Alfons Parczewski – Analekta Wielkopolskie
- Analekta sandeckie